# 大映ユニオンズ
大映ユニオンズ（だいえいユニオンズ、英語: Daiei Unions）は、かつて存在した日本のプロ野球球団である。1946年から1957年までの12年間、パシフィック・リーグで活動した。千葉ロッテマリーンズの前身のひとつである。ロッテの球団史でも傍系とされているが、「経営母体」という観点で見れば大映がロッテの前身である。

## 球団の歴史

### ゴールドスター・金星スターズ
1946年、戦中に存在した朝日軍（後の松竹ロビンス）の選手らを中心にゴールドスターを結成。同年2月18日にリーグ加盟。愛称は金星で金星ゴールドスターとも呼ばれた（参照）。スポンサーは田村駒治郎（松竹ロビンス系統のスポンサー）が運営していた奈良県南葛城郡御所町（現・御所市）の工場であった（発足の経緯は後述）。
オーナーは橋本三郎。
1947年、ニックネーム導入に際し通称名の金星を取り入れ金星スターズに改称。1948年2月26日、経営難のため旧国民リーグの大塚アスレチックスを率いていた大塚幸之助に250万円で球団を売却。国民リーグからは9人の選手が合流したが、金星スターズの名称は変更されなかった。当時、チームマネージャーとして喜多川諦道（メリー喜多川・ジャニー喜多川姉弟の父）が所属している。
このとき一軍ベンチに入れない選手を「金星リトルスターズ」として全国を巡業させ、各地のセミプロやノンプロと戦わせていた。ファームが一軍と離れて興行をしたほぼ初めてのケースといわれている。当時、ファームの本格的なリーグ戦はまだ存在していなかった。リトルスターズの監督には国民リーグの旧結城ブレーブス監督である石本秀一を充てた。

### 大映スターズ
1948年12月21日、大映が金星スターズを買収し大映スターズとなった。もともと大映は中日ドラゴンズを退団した赤嶺昌志とその一派を引き入れ同年1月10日に新球団「大映野球」を結成。大塚アスレチックスと帯同して巡業していたが、その後急映フライヤーズの経営に参加していた（後述）。この買収に伴い、大映はフライヤーズの経営から手を引き、旧大映野球からフライヤーズに預けていた選手をスターズに移籍させている。
1950年の2リーグ分立後はパシフィック・リーグに所属した。
この頃編纂された大映本社の「大映十年史」には、「輝ける大映スターズ」として見開きページが割かれている。

### 大映ユニオンズ
1957年2月25日、かねてから経営が逼迫していた高橋ユニオンズを吸収合併して大映ユニオンズ、翌1958年3月10日に毎日オリオンズと対等合併して毎日大映オリオンズ（通称：大毎オリオンズ）となった（存続会社は旧毎日球団で、会社名は「株式会社毎日大映球団」）。
毎日大映オリオンズの後身にあたる千葉ロッテマリーンズの球団史において、合併時の存続会社は旧毎日球団のため、ゴールドスター〜大映ユニオンズや高橋ユニオンズ（一時期トンボユニオンズ）は傍系扱いであり、結成年度やその他の記録は一切カウントされないことになっている。
ただし、毎日球団側の法人格・球団名・各種記録を形式的に継承しながらも、永田雅一がオーナーを務めるなど経営の主導権は大映側が掌握したため、組織の実態は経営陣が球団経営に熱意を失っていた毎日球団が、球団経営に積極的だった大映球団に吸収されて消滅した形の「逆さ合併」だった。事実、毎日新聞社は1960年には同社からの球団役員を退陣させ、1965年には球団株式を売却、1966年には主催試合の後援事業から撤退と、段階的に関与を縮小した。
大映と毎日の合併によりパ・リーグは1958年シーズン以降、セ・リーグと同じく6球団体制となり、以降は今日に至るまで両リーグとも6球団体制を維持している。また、この合併以降、2004年の大阪近鉄バファローズとオリックス・ブルーウェーブとの合併まで46年間、日本プロ野球における球団合併・解散はなかった。

## チームの特徴
戦前・戦中からの選手を中心に旗揚げしたこともあってか、主力選手は坪内道則、西沢道夫、小鶴誠、飯島滋弥、ヴィクトル・スタルヒンと移籍組が多かった。生え抜きではパ・リーグ初のノーヒットノーランを達成した技巧派・林義一。監督に目を向ければ前述した坪内（兼任監督）に始まり藤本定義、松木謙治郎となった。

## 球団旗の変遷
- 1949 - 1957：紺色地に赤色の大映の社章、中央にバット。
  - 後に地色が紺色→白→エメラルドグリーンに変更。

## ユニフォームの変遷
ゴールドスター時代のユニフォーム
- 左胸に☆マーク入りの「G」が入る、シンプルなもの。

大映スターズ時代のユニフォーム
- 何種類かパターンがあるが、基本は「D」の筆記体をマークとした帽子に、ホーム用に「STARS」ビジター用に「DAIEI」の胸文字、左袖に球団エンブレム（大映マークの中心にバットの絵が入る）を置いた。
- ベルトのバックルは、スターズ（STARS）をもじってS字のシルエットになっており、中間に斜めにライトブルーの線が入り、左上がレッド、右下にブルーの七宝焼きが入る。
- また、左上に大映球団のマーク、右下に「DAIEI」のロゴと「STARS」のロゴが入っている。 プロ野球ユニフォーム用のバックルとしては手の込んだ造り。

## 球団歌
福島市古関裕而記念館に「大映スターズ」と題した球団歌とみられる楽譜が所蔵されているが、作成時期（1949年から1956年の間）や作詞者は特定に至っておらず、正式な表題はもとより実際に球団歌としての演奏実態が存在したかは不明とされる。
古関裕而はセントラル・リーグで「阪神タイガースの歌」と巨人の初代「野球の王者」および3代目の現行「闘魂こめて」、中日の旧「ドラゴンズの歌」、また大映が属したパシフィック・リーグでは初代連盟歌「おおわがパシフィック」および東急→東映の「フライヤーズの歌」を作曲している。
毎日との合併後、大毎の球団歌は「わがオリオンズ」に統一された。

## チーム成績・記録
- Aクラス・3回（1949年～1950年、1953年）
- Bクラス・9回（1946年～1948年、1951年～1952年、1954年～1957年）
- 最多勝 67勝（1949年）
- 最多敗 94敗（1956年）
- 最多引分 8分（1951年）
- 最高勝率 .543（1953年）
- 最低勝率 .318（1957年）

## その他の記録
- 最小ゲーム差 6.5ゲーム（1953年）
- 最大ゲーム差 46ゲーム（1954年～1955年）
- 最多本塁打 130本（1949年）
- 最小本塁打 8本（1946年）
- 最高打率 .272（1949年）
- 最低打率 .213（1957年）
- 最高防御率 2.67（1953年）
- 最低防御率 4.15（1949年）
- 同一球場同一対戦相手の連敗記録21（1954年～1956年、後楽園球場において対南海ホークス）

## 沢村栄治賞受賞者
1949年にヴィクトル・スタルヒンが最多勝利を獲得するなど活躍。同シーズンに最優秀防御率、最高勝率を獲得した巨人の藤本英雄と沢村栄治賞争いをしたが、スタルヒンが沢村賞を受賞する事が出来なかった。

## 三冠王（投手・打者）

### 投手三冠王
達成者はいない。

### 打者三冠王
達成者はいない。

## 最優秀選手受賞者（複数回）

### 投手の複数回受賞者
複数回受賞の達成者はいない。

### 打者の複数回受賞者
複数回受賞の達成者はいない。

## 歴代本拠地
- 1946-47 特定の本拠地はなし
- 1948-57 後楽園球場
  - ただし、1955年は京都市の西京極球場を準本拠地として公式戦を開いた。また、大映は後楽園球場の運営会社だった後楽園スタヂアムと資本関係にあった。

## 歴代監督
- 1946年 - 1947年 ： 坪内道則[※ 1]
- 1948年 - 1956年 ： 藤本定義[※ 2][※ 3]
- 1957年 ： 松木謙治郎[※ 4]

1. ↑  ここから金星スターズ
2. ↑  ここから大映スターズ
3. ↑  1956年は5月31日まで指揮。残り試合は松木謙治郎が代行。
4. ↑  ここから大映ユニオンズ

## エピソード

### 前身チームと戦時体制
大映野球の母体の一つである産業軍は新愛知新聞社が保有していた名古屋軍が1944年に改称したものだが、この親会社である新愛知新聞社は長年競合関係にあった名古屋新聞社と1942年に対等合併して「中部日本新聞社」となった。
名古屋新聞社は1936年にプロ野球球団名古屋金鯱軍を結成していたが、戦局の悪化で1941年に翼軍との合同を余儀なくされて大洋軍となり、さらに旧翼軍側の都合で1943年に球団経営は西日本鉄道に肩代わりされていた。従って一方の金鯱軍を手放したのだから名古屋軍も手放すべきだという意見が出た。また、新聞社が営利企業を持つべきではないといった意見も出たため、中部日本新聞社は経営から離れて同社取締役の大島一郎が個人的にスポンサーとなっていたが、結局名古屋軍理事の赤嶺昌志が球団を引き継いだ。赤嶺は軍需産業の理研工業（旧理化学研究所を母体とする理研コンツェルンの一企業）をスポンサーに付け、選手を理研工業の工場従業員として従事させる事で戦中の球団維持に成功した。
1946年、理研工業の解体で拠り所を無くした赤嶺は再度中日の大島一郎をスポンサーに付けることに成功。しかし、スポンサーだったはずの中日は一転して球団経営権にも介入。元来前身の新愛知新聞社が保有していた球団でもあり、元のさやに収まったのだとして、事実上赤嶺から球団経営権を奪還した（現在の中日ドラゴンズ）。赤嶺は追放に近い形で退団を余儀なくされたが、赤嶺に義理を感じていた一部の選手は行動を共にし、大映野球結成に動いた。
一方の母体である金星スターズは、田村駒社長の田村駒治郎が保有していた朝日軍が戦時体制で球団を維持できなくなり、やむなく田村駒系企業の奈良県御所町に所在する工場長をしていた橋本三郎が田村から球団を預かり、選手はこの工場の職員として従事させる事で球団を維持していた。1946年、橋本は田村から連絡がなかったとしてそのまま田村駒から独立し、大部分の朝日軍選手を母体にゴールドスターを結成。田村の猛反発を受けるも、既得権を盾にプロ野球参入に成功した。田村は連盟の鈴木龍二の説得を受けて最終的に加盟を了解した。

### 大映と東急の合同
東京急行電鉄は1947年にセネタースを買収してプロ野球に参入したものの、赤字経営により球団首脳は売却を検討していた。一方、大映は赤嶺軍団を中心として1948年1月10日にチームを結成。連盟に加入を申し入れたものの拒否されてしまった。この時東急が球団を手放したがっている情報を得た永田雅一は東急ベースボール倶楽部社長の猿丸元に球団買収を申し入れ。猿丸は東急本社の役員会議で了承を得ようとしたが、取締役経理部長だった大川博が異議を唱え、売却は流れてしまった。
しかし、東急は傘下の東横映画の設立に当たって撮影所や機材等の面で大映の協力を得るなど多大の借りがあることから球団経営に参加することまでは拒むことが出来ず、その結果1948年2月20日に東急ベースボール倶楽部は「東急大映野球」と改称。チーム名も「急映フライヤーズ」となった。

### 盗難騒動
1946年6月1日、対パシフィック3回戦（後楽園球場）を控えた午前10時頃、球場に到着した坪内道則監督と橋本三郎オーナーがユニフォームや帽子、ストッキングやスパイク、グラブやバットなど用具一式がロッカーから盗まれているのを発見。急ぎ東京中の用具店を駆け回るが戦後すぐの混乱期で物が揃うはずもなく、パシフィック監督の藤本定義に事情を説明し余っている用具を借り受け、それでも足りない分は後楽園の職員野球チームから借りることになった。ユニフォームは裏返して着用し、試合は開催された。

### ロンゲストゲーム
1953年6月25日開催の対近鉄パールス戦（後楽園球場）は19時12分に試合開始し延長22回まで戦ったが、当時のナイトゲームの規定で23時45分を過ぎて次のイニングスに入らないという取り決めから、そこで打ち切られるまで実に4時間33分という当時としては最長時間試合を戦った。試合は結局4-4のドローで決着が付かなかった。

### 西京極球場
大映は東京都が本拠地だったが、オーナーの永田雅一が京都府出生だったことや大映が太秦に撮影所を設けていたこともあり、1954年～1957年まで京都市の西京極球場（現：わかさスタジアム京都）でも主催公式戦を開催している。1954年は5試合、翌1955年は15試合を開催して準本拠地的な位置づけとしていた。この1955年は3月の開幕直後の阪急3連戦をスタートに、6月に西鉄戦（雨天のため1試合のみ）、さらに8月24日-9月6日の2週間にわたり、東映、毎日、トンボ、阪急と各3連戦・12試合が組まれ、京都市と京都新聞がこの主管試合で共催団体としていたという。しかし、その後は後楽園球場と駒澤野球場での開催に重きを置いたため、1956年と1957年は各4試合の開催にとどまった。

### 球団の消滅
高橋ユニオンズを合併した翌1957年、パ・リーグは7チーム体制となったが常に試合の無いチームが発生することから日程を組みにくいとして、大映のオーナーだった永田が「今年、最下位になったチームを消滅させて6チームにしよう」と提案した。永田は当初「消えるのは（当時最下位が定位置だった）近鉄」とにらんでの提案だったが、結果は近鉄が6位で大映が最下位の7位となり、自分がオーナーだったチームを消滅させなければならなくなった。

### チーム名の由来
- スターズ - 大映が映画会社なので「スターズ」と付けた訳ではなく、永田が経営する前から「スターズ」である。結成時のチーム名ゴールドスターからきているものである。
- ユニオンズ - 初代オーナーの高橋龍太郎が経営していた大日本麦酒のブランドの一つである「ユニオンビール」から採った。（高橋ユニオンズの項を参照）

永田は合併後のオリオンズのオーナーになるが、この「オリオンズ」も毎日から引き継いだため、結局保有していたチームはすべて自ら名付けたものではないことになる（但し、大毎オリオンズと東京オリオンズは永田の発案による命名。）。